# Tiroler Landtag
Der Tiroler Landtag ist das Legislativorgan des österreichischen Bundeslandes Tirol, dem die Landesgesetzgebung obliegt. Der Tiroler Landtag setzt sich aus 36 Abgeordneten zusammen und wird alle fünf Jahre neu gewählt. Sitz des Landtags ist das Alte Landhaus in Innsbruck.

## Geschichte
Der heutige Tiroler Landtag ist eine Einrichtung der Tiroler Verfassung, die in ihren Ansätzen bis zur Gründung des Landes unter Graf Meinhard II. zurückgeht.
1293 musste Graf Meinhard II., um eine neue Gesetzgebung für die Grafschaft „Botzen“ erlassen zu können, um die Zustimmung der Landstände ersuchen, womit die erste Erwähnung einer landtagsähnlichen Einrichtung zustande kam. Der zusammenfassende Begriff einer „Landschaft“ kam im Zuge der Übergabe Tirols von Margarethe Maultasch an die Habsburger durch Rudolf IV. den Stifter vor. Dabei wurde von einer Zustimmung der „Tiroler Landschaft“ zur Übergabe in einem Brief von Rudolf dem Stifter an den Dogen von Venedig berichtet. Die schriftliche Festlegung fand vorher durch den von Ludwig der Brandenburger verfassten und seinem Vater, dem bayerischen Kaiser Ludwig IV., bestätigten „Großen Freiheitsbrief“ vom 28. Jänner 1342 statt. Zu den damaligen „Tiroler Landständen“ gehörten die hohe Geistlichkeit, der Adel, die Bürger und Bauern, welche den Landesfürsten und seine Regierung kontrollierten und damit Gesetze schufen und Steuern bewilligten.
Ab dem 15. Jahrhundert vervielfachte sich die Anzahl der abgehaltenen Landtage. Als im 17. Jahrhundert der Absolutismus der österreichischen Fürsten ihren Höhepunkt erreichte und die Stände ausschaltete, konnten die Tiroler die Rechte der Landesstände bewahren. Ab 1650 fanden nur mehr selten Sitzungen des gesamten Landtages statt, vielmehr fanden Ausschusslandtage statt, beispielsweise wurden zwischen 1665 und 1720 nur zehn Vollversammlungen abgehalten. Die Landstände wurden von Kaiserin Maria Theresia und Kaiser Joseph II. als Hindernis für ihre Reformen angesehen, erst unter Kaiser Leopold II. konnten die Landstände in Tirol wiederhergestellt werden und zu einem Landtag einberufen werden. Kaiser Franz II. schränkte jedoch die Stellung des Landtages wieder stark ein.
1808 erfolgte eine ausdrückliche Aufhebung der Tiroler Landesfreiheiten von 1342 und 1406 durch das bayrische Königreich. Kaiser Franz verordnete eine neue Verfassung, die 1816 – nach den Napoleonischen Kriegen – in Kraft trat und von der alten Verfassung 1342 nur mehr wenige Teile beinhaltete. Unmittelbar nach dem Zusammenbruch des absoluten Regierungssystems im Jahre 1848 erneuerte der Tiroler Landtag seine Landesverfassung. Dabei wurde das Volk nicht mehr durch seine Stände vertreten, sondern erstmals durch politische Parteien. Ab 1851 kehrte man zum Neoabsolutismus zurück und die Landesverfassung wurde wieder außer Kraft gesetzt. Mit dem Kaiserlichen „Oktoberdiplom“ (Kaiserliches Diplom zur Regelung der inneren staatsrechtlichen Verhältnisse der Monarchie) von 1860 kehrte das Kaisertum Österreich erneut zur konstitutionellen Regierungsform zurück.
Nach dem Ersten Weltkrieg konstituierten sich die deutsch-tirolischen Reichsrats- und Landtagsabgeordneten zur Tiroler Nationalversammlung und setzten als Vollzugsorgan den „Tiroler Nationalrat“ ein. Am 8. November 1921 wurde eine neue Tiroler Landesordnung geschaffen, die als Organ der Gesetzgebung den Landtag beinhaltet. Am 27. Februar 1934 wurde der Tiroler Landtag aufgelöst.
Nach dem Zweiten Weltkrieg wurde am 15. Juni 1946 erneut eine neue Tiroler Landesordnung beschlossen.

### Landtagspräsidenten
Als Landtagspräsidenten amtierten folgende Personen:
- Adolf Platzgummer (ÖVP), 1945 bis 8. November 1949
- Johann Obermoser (ÖVP), 8. November 1949 bis 2. November 1965
- Alois Lugger (ÖVP), 2. November 1965 bis 23. Oktober 1979
- Josef Thoman (ÖVP), 23. Oktober 1979 bis 4. April 1989
- Carl Reissigl (ÖVP), 4. April 1989 bis 5. April 1994
- Helmut Mader (ÖVP), 5. April 1994 bis 1. Juli 2008
- Herwig van Staa (ÖVP), 1. Juli 2008 bis 28. März 2018
- Sonja Ledl-Rossmann (ÖVP), seit 28. März 2018

Erste Vizepräsidenten in diesem Zeitraum waren:
- Franz Köll (ÖVP), 24. November 1953 bis 12. November 1957
- Karl Erlacher (ÖVP), 12. November 1957 bis 2. November 1965
- Franz Weber (ÖVP), 2. November 1965 bis 20. Oktober 1970
- Christian Horngacher (SPÖ), 20. Oktober 1970 bis 1. Juli 1975
- Adolf Troppmair (ÖVP), 1. Juli 1975 bis 23. Oktober 1979
- Erich Berktold (SPÖ), 23. Oktober 1979 bis 4. April 1989
- Kurt Leitl (ÖVP), 4. April 1989 bis 5. April 1994
- Anton Steixner (ÖVP), 5. April 1994 bis 1. Juli 2008
- Johannes Bodner (ÖVP), 1. Juli 2008 bis 24. Mai 2013
- Anton Mattle (ÖVP), seit 24. Mai 2013 bis 11. Mai 2021[2]
- Sophia Kircher (ÖVP), 11. Mai 2021[2][3] bis 4. Juli 2024[4]
- Dominik Mainusch (ÖVP), seit 4. Juli 2024[4][5]

Als Zweite Vizepräsidenten waren folgende Politiker im Amt:
- Josef Wilberger (SPÖ), 24. November 1953 bis 12. November 1957
- Karl Kunst (SPÖ), 12. November 1957 bis 7. November 1961
- Josef Rimml (SPÖ), 7. November 1961 bis 2. November 1965
- Anton Wieser (SPÖ), 2. November 1965 bis 20. Oktober 1970
- Adolf Troppmair (ÖVP), 20. Oktober 1970 bis 1. Juli 1975
- Adolf Lettenbichler (SPÖ), 1. Juli 1975 bis 10. Juli 1984
- Hans Tanzer (SPÖ), 10. Juli 1984 bis 4. April 1989
- Walter Kantner (SPÖ), 4. April 1989 bis 5. April 1994
- Christa Gangl (SPÖ), 5. April 1994 bis 30. März 1999
- Ernst Pechlaner (SPÖ), 30. März 1999 bis 21. Oktober 2003
- Franz Reiter (SPÖ), 30. März 1999 bis 1. Juli 2008
- Gabriele Schiessling (SPÖ), 1. Juli 2008 bis 24. Mai 2013
- Hermann Weratschnig (GRÜNE), 24. Mai 2013 bis 28. März 2018
- Stephanie Jicha (GRÜNE), 28. März 2018 bis 25. Oktober 2022
- Elisabeth Blanik (SPÖ), seit 25. Oktober 2022[6]

## Zusammensetzung
Die Mandate des Tiroler Landtages verteilten sich in seinen letzten Legislaturperioden wie folgt auf die vertretenen Fraktionen:
| Partei       | 2022  | 2018  | 2013  | 2008  | 2003  | 1999  | 1994  | 1989  |
| ------------ | ----- | ----- | ----- | ----- | ----- | ----- | ----- | ----- |
| Tiroler VP   | 14    | 17    | 16    | 16    | 20    | 18    | 19    | 19    |
| Grüne        | 3     | 4     | 5     | 4     | 5     | 3     | 4     | 3     |
| SPÖ          | 7     | 6     | 5     | 5     | 9     | 8     | 7     | 9     |
| FPÖ          | 7     | 5     | 4     | 3     | 2     | 7     | 6     | 5     |
| FRITZ        | 3     | 2     | 2     | 5     | n. k. | n. k. | n. k. | n. k. |
| NEOS         | 2     | 2     | n. k. | n. k. | n. k. | n. k. | n. k. | n. k. |
| IMPULS       | n. k. | 0     | 3     | n. k. | n. k. | n. k. | n. k. | n. k. |
| VORWÄRTS     | n. k. | n. k. | 0     | n. k. | n. k. | n. k. | n. k. | n. k. |
| TirolKlub    | n. k. | n. k. | 0     | 2     | n. k. | n. k. | n. k. | n. k. |
| fraktionslos | n. k. | n. k. | 1     | 1     | n. k. | n. k. | n. k. | n. k. |